# 에콰도르 U-17 축구 국가대표팀
에콰도르 U-17 축구 국가대표팀(스페인어: selección de fútbol sub-17 de Ecuador)은 에콰도르를 대표하는 17세 이하의 축구 국가대표팀으로, 에콰도르의 축구 관리 기관인 에콰도르 축구 연맹의 관리를 받는다. FIFA U-17 월드컵에 총 6번 출전해 1995년과 2015년에 8강에 올랐으며, CONMEBOL U-17 챔피언십에 18번 출전해 2023년에 준우승을 기록했다.